# Championnats du monde d'athlétisme en salle 2012
Navigation
- 1985
- 1987
- 1989
- 1991
- 1993
- 1995
- 1997
- 1999
- 2001
- 2003
- 2004
- 2006
- 2008
- 2010
- 2012
- 2014
- 2016
- 2018
- 2022
- 2024
- 2025

Les 14es Championnats du monde d'athlétisme en salle se sont déroulés du 9 au 11 mars 2012 à Istanbul. Le nom officiel de la compétition, en anglais, est « 2012 IAAF World Indoor Championships ». Le pays et la métropole turque accueillent pour la première fois cet événement coorganisé par l'Association internationale des fédérations d'athlétisme et la Fédération turque d'athlétisme.

## Organisation
Istanbul a été désignée organisatrice de ces championnats le 24 novembre 2007 à l'issue d'un congrès de l'IAAF tenu à Monaco.

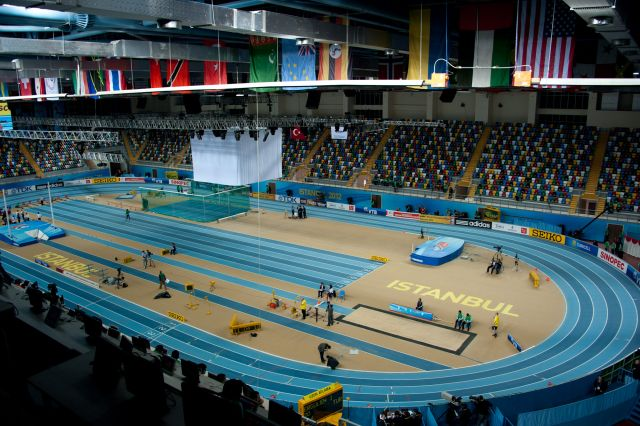
L'Ataköy Athletics Arena d'Istanbul

Les vingt-six épreuves (treize masculines et treize féminines) qui figurent au programme de la compétition se déroulent dans la salle Ataköy Athletics Arena de Bakırköy, construite spécialement pour l'occasion et disposant d'une capacité de 7 450 places.
La salle est une salle couverte située dans le quartier d'Ataköy du district Bakırköy, à Istanbul. Le bâtiment est proche du Sinan Erdem Dom, qui accueillera les entraînements. Il s'agit de la première enceinte consacrée à l'athlétisme en Turquie.
L'édifice mesure 125 mètres de long, 87 mètres de large et 27 mètres de haut, pour une superficie de 10 875 m². La salle comprend une piste ovale de 200 mètres avec six couloirs, une ligne droite de 60 mètres avec huit couloirs, ainsi que les équipements pour les épreuves de lancer du poids, saut en hauteur, saut à la perche, saut en longueur et triple saut.
L'édition 2012 enregistre la plus forte participation avec 681 athlètes (349 hommes et 332 femmes), issus de 172 pays.

### Calendrier
| S | Séries | Q | Qualifications | ½ | Demi-finales | F | Finale |

| Date →           | 09/03 | 09/03 | 10/03 | 10/03 | 10/03 | 11/03 | 11/03 | 11/03 |
| Épreuve↓         | M     | A     | M     | A     | A     | M     | A     | A     |
| ---------------- | ----- | ----- | ----- | ----- | ----- | ----- | ----- | ----- |
| 60 m             |       | S     |       | ½     | F     |       |       |       |
| 400 m            | S     | ½     |       | F     | F     |       |       |       |
| 800 m            | S     |       |       |       |       |       | F     | F     |
| 1 500 m          | S     |       |       | F     | F     |       |       |       |
| 3 000 m          |       | S     |       |       |       |       | F     | F     |
| 60 m haies       |       |       | S     |       |       |       | ½     | F     |
| Relais 4 × 400 m |       |       | S     |       |       |       | F     | F     |
| Saut en longueur |       | Q     |       | F     | F     |       |       |       |
| Triple saut      |       |       | Q     |       |       |       | F     | F     |
| Saut en hauteur  |       |       | Q     |       |       |       | F     | F     |
| Saut à la perche |       |       |       | F     | F     |       |       |       |
| Lancer du poids  | Q     | F     |       |       |       |       |       |       |
| Heptathlon       | F     | F     | F     | F     | F     |       |       |       |

| Date →           | 09/03 | 09/03 | 10/03 | 10/03 | 10/03 | 11/03 | 11/03 | 11/03 |
| Épreuve↓         | M     | A     | M     | A     | A     | M     | A     | A     |
| ---------------- | ----- | ----- | ----- | ----- | ----- | ----- | ----- | ----- |
| 60 m             |       |       | S     |       |       |       | ½     | F     |
| 400 m            | S     | ½     |       | F     | F     |       |       |       |
| 800 m            | S     |       |       |       |       |       | F     | F     |
| 1 500 m          |       | S     |       | F     | F     |       |       |       |
| 3 000 m          | S     |       |       |       |       |       | F     | F     |
| 60 m haies       |       | S     |       | ½     | F     |       |       |       |
| Relais 4 × 400 m |       |       | S     |       |       |       | F     | F     |
| Saut en longueur |       |       | Q     |       |       |       | F     | F     |
| Triple saut      | Q     |       |       | F     | F     |       |       |       |
| Saut en hauteur  | Q     |       |       | F     | F     |       |       |       |
| Saut à la perche |       |       |       |       |       |       | F     | F     |
| Lancer du poids  |       |       | Q     | F     | F     |       |       |       |
| Pentathlon       | F     | F     |       |       |       |       |       |       |

## Compétition

### Faits marquants

#### Première journée

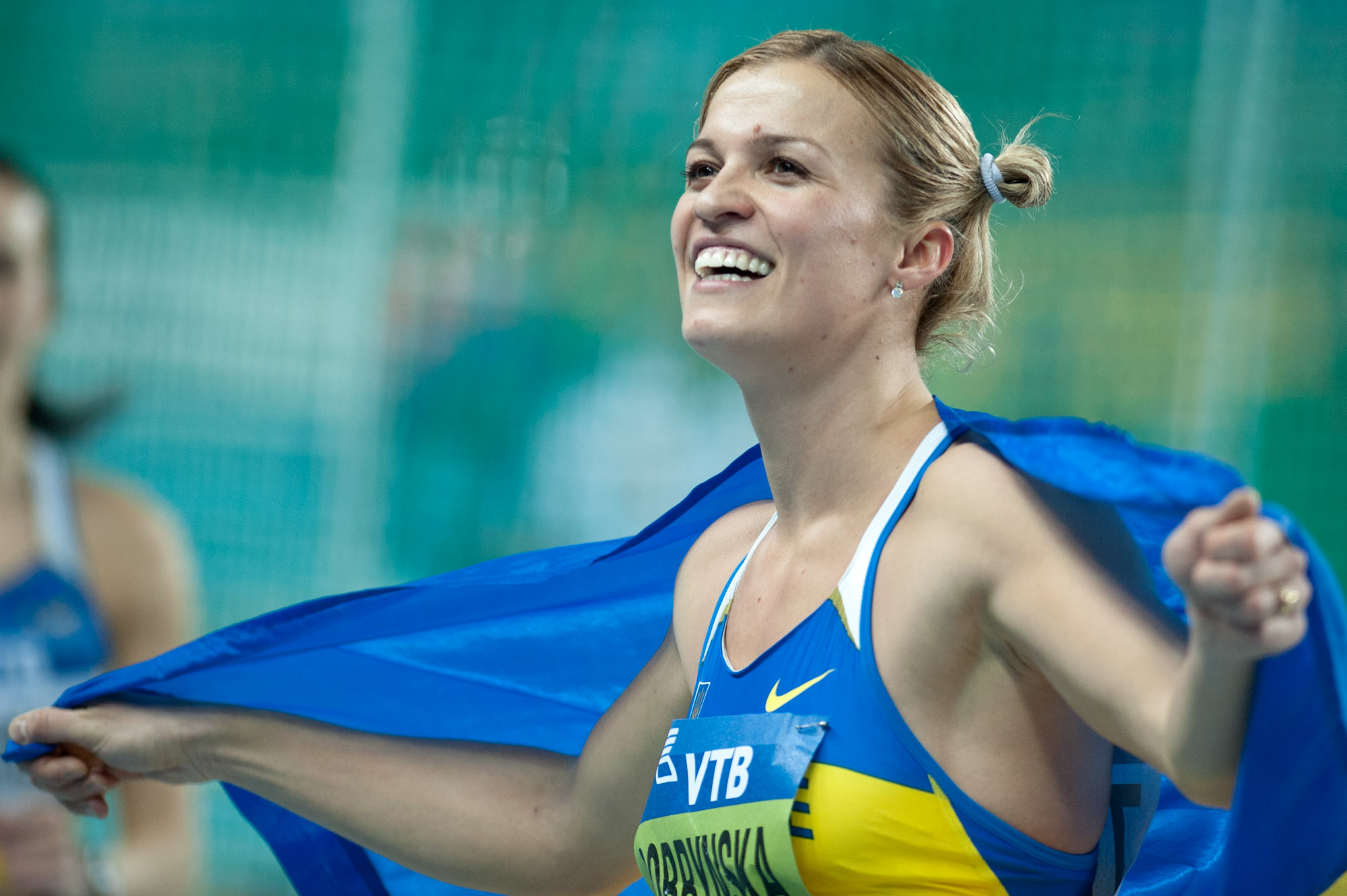
Nataliya Dobrynska établit un nouveau record mondial du pentathlon

La première journée de compétition comprend deux finales. Le titre du lancer du poids masculin revient à l'Américain Ryan Whiting qui décroche à Istanbul son premier titre intercontinental grâce à un jet à 22,00 m réussi à son cinquième essai, établissant à cette occasion la meilleure performance mondiale de l'année. Lors des qualifications du matin, l'Argentin Germán Lauro avait amélioré le record d'Amérique du Sud avec un jet à 20,40 m.
Le premier record du monde de ces championnats est établi par l'Ukrainienne Nataliya Dobrynska qui remporte le concours du pentathlon avec 5 013 pts après avoir battu ses records personnels dans deux épreuves, au saut en longueur (6,57 m) et sur 800 mètres (2 min 11 s 15). Elle devient la première athlète à franchir la barrière des 5 000 points à l'occasion d'un concours d'épreuves combinées en salle. Elle devance au terme des cinq épreuves la Britannique Jessica Ennis et la Lituanienne Austra Skujytė.

#### Deuxième journée

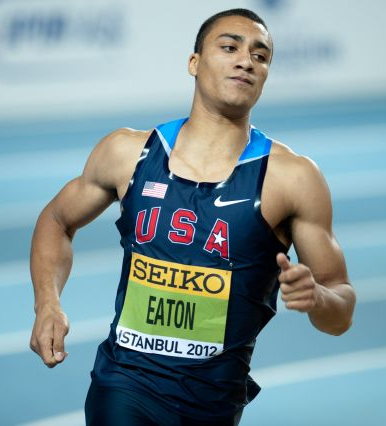
Ashton Eaton remporte le titre mondial et améliore le record du monde de l'heptathlon

Douze finales sont programmées ce deuxième jour. Le concours de l'heptathlon, débuté la veille, s'achève par la victoire de l'Américain Ashton Eaton qui s'impose lors de l'ultime épreuve du 1 000 mètres en 2 min 32 s 77. L’Américain améliore deux de ses records personnels au saut en longueur et au lancer du poids, et établit un nouveau record du monde de la discipline avec 6 645 points, soit 77 points de plus que l'ancienne meilleure marque mondiale qu'il détenait depuis 2011. Il devance de près de 600 points l'Ukrainien Oleksiy Kasyanov et de près de 700 points le Russe Artem Lukyanenko.
Au saut à la perche masculin, la victoire revient au Français Renaud Lavillenie qui établit la meilleure performance de l'année en effaçant une barre à 5,95 m à sa première tentative. Il remporte le premier titre mondial de sa carrière. Dans le concours du triple saut, la Britannique Yamilé Aldama décroche à trente-neuf ans son premier succès lors d'un championnat intercontinental en atteignant la marque de 14,82 m à son deuxième essai, devançant notamment la favorite de l'épreuve, la Kazakhe Olga Rypakova. Dans l'épreuve du lancer du poids féminin, la Néo-Zélandaise Valerie Adams décroche son deuxième titre mondial indoor après 2008, et enregistre un nouveau record d'Océanie avec la marque de 20,54 m. Dans le concours su saut en hauteur, Chaunté Lowe devient la première américaine titrée au niveau mondial en étant la seule à franchir une barre à 1,98 m. Trois athlètes se partagent la médaille d'argent avec 1,95 m : Anna Chicherova, Antonietta Di Martino et Ebba Jungmark. Enfin, le dernier concours de la journée voit Mauro Vinícius da Silva s'imposer de justesse au saut en longueur. Vainqueur des qualifications la veille avec 8,28 m, nouveau record national et meilleure performance mondiale de l'année, le Brésilien décroche le titre mondial avec un saut à 8,23 m, même longueur que l'Australien Henry Frayne, médaillé d'argent. Les deux hommes sont départagés par leur deuxième meilleur essai (8,23 m pour da Silva et 8,17 m pour Frayne).

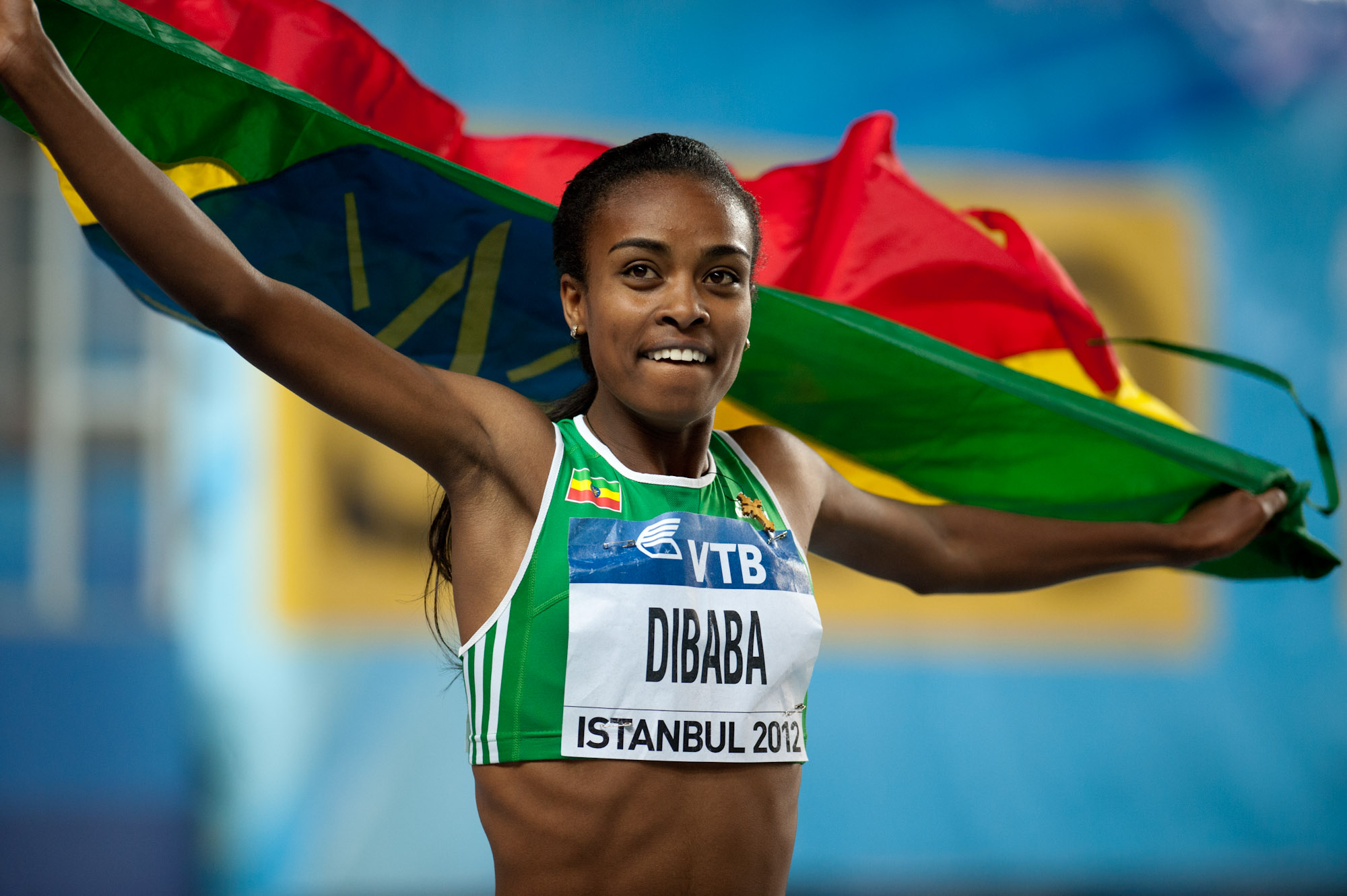
Victoire de Genzebe Dibaba sur 1500 m

Côté courses, l'Américaine Sanya Richards-Ross obtient la médaille d'or du 400 m en 50 s 79, devant Aleksandra Fedoriva et Natasha Hastings. Titrée cinq fois en plein air, elle devient championne du monde en salle pour la première fois de sa carrière. Dans le 1 500 mètres féminin, l’Éthiopienne Genzebe Dibaba l'emporte dans le temps de 4 min 05 s 78, devant la Tunisienne Mariem Alaoui Selsouli et la Française Hind Dehiba. La finale masculine du 1 500 m est remportée par le Marocain Abdalaati Iguider, qui s'impose au terme du sprint final en 3 min 45 s 21, devant le néo-turc Ilham Tanui Özbilen et l’Éthiopien Mekonnen Gebremedhin. Le Costaricien Nery Brenes, qui bénéficie d'un couloir favorable situé à l'extérieur, devient champion du monde du 400 m en 45 s 11, améliorant de 15 centièmes le record de la compétition établi en 1993 par l'Américain Harry Butch Reynolds. Il devance les Bahaméens Demetrius Pinder et Chris Brown alors que le Grenadin Kirani James, champion du monde en plein air l'été précédent à Daegu, ne prend que la sixième et dernière place de l'épreuve.
Dans le 60 mètres haies féminin, la victoire revient à l'Australienne Sally Pearson, devant la Britannique Tiffany Porter et la Biélorusse Alina Talay. Elle l'emporte en 7 s 73, nouvelle meilleure performance mondiale de l'année et nouveau record d'Océanie. Le 60 m plat masculin constitue la dernière épreuve de la deuxième journée des compétitions. L'Américain Justin Gatlin, qui s'impose en 6 s 46, devant le Jamaïcain Nesta Carter (6 s 54) et le Britannique Dwain Chambers (6 s 60), décroche sa deuxième médaille d'or sur la distance après son premier titre obtenu en 2003. L'américain a été suspendu quatre ans de 2006 à 2010 pour usage de produits dopants.

#### Troisième journée

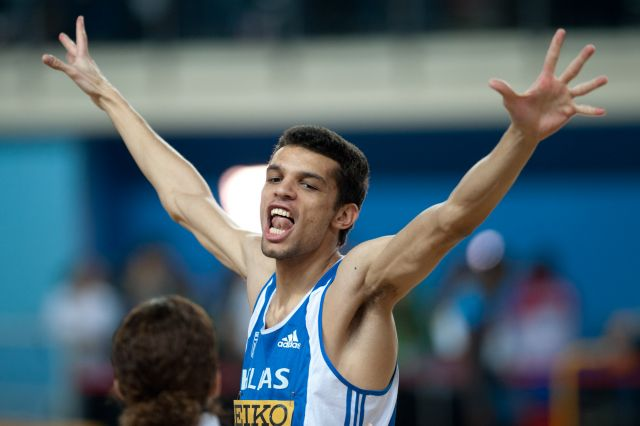
Le Grec Dimítrios Chondrokoúkis remporte le concours du saut en hauteur

La troisième et dernière journée de compétition comprend douze finales. Dans l'épreuve du saut en longueur féminin, l'Américaine Brittney Reese parvient à conserver son titre mondial indoor en établissant avec la marque de 7,23 m, réussie à son sixième et dernier essai, signant la meilleure performance jamais réalisée dans cette discipline depuis 20 ans. Auteure du troisième meilleur saut de tous les temps en salle, derrière Heike Drechsler et Galina Chistyakova, elle devance au terme du concours sa compatriote Janay DeLoach (6,98 m) et la Britannique Shara Proctor (6,89 m). La Russe Yelena Isinbayeva, qui améliore le record du monde du saut à la perche quelques jours avant les mondiaux d'Istanbul (5,01 m), domine toutes ses adversaires en décrochant sa quatrième couronne mondiale en salle après avoir franchi deux barres seulement, à 4,70 m puis à 4,80 m, toutes deux à son premier essai. Dans le concours du saut en hauteur masculin, l'outsider grec Dimítrios Chondrokoúkis améliore son record personnel en s'élevant à 2,33 m, devançant aux nombres d'essais franchis le Russe Andrey Silnov. Enfin, au triple saut masculin, l'Américain Will Claye établit en finale la meilleure performance mondiale de l'année avec la marque de 17,70 m. Il remporte son premier titre mondial, devant son compatriote Christian Taylor (17,63 m) et le Russe Lyukman Adams (17,36 m).
Sur la piste, le 800 m masculin couronne l’Éthiopien Mohammed Aman, qui à dix-huit ans seulement, devient le plus jeune champion du monde en salle de l'histoire. Crédité de 1 min 48 s 36, il devance sur le podium le Tchèque Jakub Holuša et le Britannique Andrew Osagie. Côté féminin, la victoire revient à la Kényane Pamela Jelimo qui réalise la meilleure performance mondiale de l'année en 1 min 58 s 83, et obtient son premier succès international majeur depuis son sacre aux Jeux olympiques de 2008. Dans le 3 000 m masculin, l'Américain Bernard Lagat s'impose dans une course très relevée en 7 min 41 s 44, face notamment aux Kényans Augustine Choge et Edwin Soi, respectivement deuxième et troisième de l'épreuve. La course du 3 000 m est remportée chez les dames par la Kényane Hellen Obiri en 8 min 37 s 16, devant les Éthiopiennes Meseret Defar et Gelete Burka.

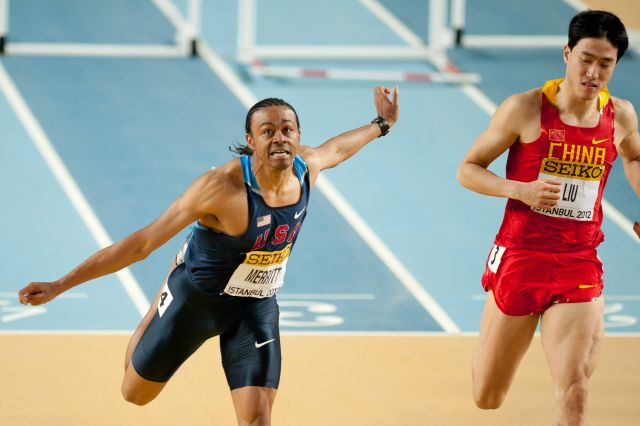
Victoire d'Aries Merritt devant Liu Xiang sur 60 m haies

La Jamaïcaine Veronica Campbell-Brown conserve son titre du 60 m remporté deux ans plus tôt à Doha. Elle s'impose en finale en 7 s 01, meilleure performance mondiale de l'année 2012, en devançant finalement l'Ivoirienne Murielle Ahouré et l'Américaine Tianna Madison. Dans l'épreuve du 60 m haies masculin, l'Américain Aries Merritt crée la surprise en précédant dans le temps de 7 s 44 le favori chinois Liu Xiang, deuxième seulement en 7 s 49. Merritt décroche son premier titre mondial senior, huit après sa victoire en junior. Dans les relais 4 × 400 m, l'épreuve féminine est remportée par le Royaume-Uni (Shana Cox, Nicola Sanders, Christine Ohuruogu et Perri Shakes-Drayton), devant les États-Unis et la Russie. Le 4 × 400 m masculin, ultime épreuve de ces championnats du monde en salle, donne lieu à une domination des États-Unis qui décroche son huitième titre mondial en salle en douze éditions. L'équipe américaine, composée de Frankie Wright, Calvin Smith, Jr., Manteo Mitchell et Gil Roberts devance avec le temps de 3 min 03 s 94, le Royaume-Uni et Trinité-et-Tobago.

### Résultats

#### Hommes
| Épreuves | Or | Argent | Bronze                                                                                        |
| --- | --- | --- | --------------------------------------------------------------------------------------------- |
| 60 m Détails | Justin Gatlin 6 s 46 (SB) | Nesta Carter 6 s 54 | Dwain Chambers 6 s 60                                                                         |
| 400 m Détails | Nery Brenes 45 s 11 (CR) | Demetrius Pinder 45 s 34 (SB) | Chris Brown 45 s 90                                                                           |
| 800 m Détails | Mohammed Aman 1 min 48 s 36 | Jakub Holuša 1 min 48 s 62 | Andrew Osagie 1 min 48 s 92                                                                   |
| 1 500 m Détails | Abdalaati Iguider 3 min 45 s 21 | Ilham Tanui Özbilen 3 min 45 s 35 | Mekonnen Gebremedhin 3 min 45 s 90                                                            |
| 3 000 m Détails | Bernard Lagat 7 min 41 s 44 (SB) | Augustine Choge 7 min 41 s 77 | Edwin Soi 7 min 41 s 78                                                                       |
| 60 m haies Détails | Aries Merritt 7 s 44 | Liu Xiang 7 s 49 | Pascal Martinot-Lagarde 7 s 53 (PB)                                                           |
| 4 × 400 m Détails | États-Unis Frankie Wright Calvin Smith, Jr. Manteo Mitchell Gil Roberts 3 min 03 s 94 (SB) Participation aux séries : Jamaal Torrance Quentin Iglehart-Summers | Royaume-Uni Conrad Williams Nigel Levine Michael Bingham Richard Buck 3 min 04 s 72 (SB) Participation aux séries : Luke Lennon-Ford | Trinité-et-Tobago Lalonde Gordon Renny Quow Jereem Richards Jarrin Solomon 3 min 06 s 85 (NR) |
| Saut en hauteur Détails | Dimítrios Chondrokoúkis 2,33 m (PB) | Andrey Silnov 2,33 m | Ivan Ukhov 2,31 m                                                                             |
| Saut à la perche Détails | Renaud Lavillenie 5,95 m (WL) | Björn Otto 5,80 m | Brad Walker 5,80 m                                                                            |
| Saut en longueur Détails | Mauro Vinícius da Silva 8,23 m | Henry Frayne 8,23 m (AR) | Aleksandr Menkov 8,22 m                                                                       |
| Triple saut Détails | Will Claye 17,70 m (WL) | Christian Taylor 17,63 m (SB) | Lyukman Adams 17,36 m (PB)                                                                    |
| Lancer du poids Détails | Ryan Whiting 22,00 m (WL) | David Storl 21,88 m (PB) | Tomasz Majewski 21,72 m (NR)                                                                  |
| Heptathlon Détails | Ashton Eaton 6 645 pts (WR) | Oleksiy Kasyanov 6 071 pts | Artem Lukyanenko 5 969 pts                                                                    |
| Records et Performances - AR : Record continental (area record) - CR : Record des championnats (championship record) - MR : Record du meeting (meet record) - NR : Record national (national record) - OR : Record olympique (olympic record) - PR : Record paralympique (paralympic record) - PB : Record personnel (personal best) - SB : Meilleure performance personnelle de la saison (season's best) - WL : Meilleure performance mondiale de l'année (world leader) - WJR : Record du monde junior (world junior record) - WR : Record du monde (world record) Circonstances et Conditions - DNF : N'a pas terminé (did not finish) - DNS : N'a pas pris le départ (did not start) - DQ : Disqualification (disqualification) - NM : Aucun essai valable enregistré (No Mark) - Q : Qualifié « directement » au prochain tour (ou à la prochaine compétition), lors d'une compétition majeure, grâce au classement ou à la réalisation des minima (automatic qualifier) - q : Qualifié au prochain tour (ou à la prochaine compétition), lors d'une compétition majeure, grâce au repêchage ou à la réalisation de l'une des meilleures performances parmi celles des « non qualifiés directement » (grâce au meilleur temps ou à la meilleure distance par exemple) (secondary qualifier) | | |                                                                                               |

#### Femmes
| Épreuves | Or                                                                                              | Argent                                                                                       | Bronze                                                                                        |
| --- | ----------------------------------------------------------------------------------------------- | -------------------------------------------------------------------------------------------- | --------------------------------------------------------------------------------------------- |
| 60 m Détails | Veronica Campbell-Brown 7 s 01 (WL)                                                             | Murielle Ahouré 7 s 04 (NR)                                                                  | Tianna Madison 7 s 09                                                                         |
| 400 m Détails | Sanya Richards-Ross 50 s 79                                                                     | Aleksandra Fedoriva 51 s 76                                                                  | Natasha Hastings 51 s 82                                                                      |
| 800 m Détails | Pamela Jelimo 1 min 58 s 83 (WL)                                                                | Nataliya Lupu 1 min 59 s 67 (PB)                                                             | Erica Moore 1 min 59 s 97 (PB)                                                                |
| 1 500 m Détails | Genzebe Dibaba 4 min 05 s 78                                                                    | Mariem Alaoui Selsouli 4 min 07 s 78                                                         | Hind Dehiba 4 min 10 s 30                                                                     |
| 3 000 m Détails | Hellen Obiri 8 min 37 s 16                                                                      | Meseret Defar 8 min 38 s 26                                                                  | Gelete Burka 8 min 40 s 18                                                                    |
| 60 m haies Détails | Sally Pearson 7 s 73 (WL)                                                                       | Tiffany Porter 7 s 94                                                                        | Alina Talay 7 s 97 (SB)                                                                       |
| 4 × 400 m Détails | Royaume-Uni Shana Cox Nicola Sanders Christine Ohuruogu Perri Shakes-Drayton 3 min 28 s 76 (WL) | États-Unis Leslie Cole Natasha Hastings Jernail Hayes Sanya Richards-Ross 3 min 28 s 79 (SB) | Roumanie Angela Morosanu Alina Panainte Adelina Pastor Elena Mirela Lavric 3 min 33 s 41 (SB) |
| Saut en hauteur Détails | Chaunté Lowe 1,98 m                                                                             | Anna Chicherova 1,95 m                                                                       | Non attribuée                                                                                 |
| Saut en hauteur Détails | Chaunté Lowe 1,98 m                                                                             | Antonietta Di Martino 1,95 m (SB)                                                            | Non attribuée                                                                                 |
| Saut en hauteur Détails | Chaunté Lowe 1,98 m                                                                             | Ebba Jungmark 1,95 m (SB)                                                                    | Non attribuée                                                                                 |
| Saut à la perche Détails | Yelena Isinbayeva 4,80 m                                                                        | Vanessa Boslak 4,70 m (NR)                                                                   | Holly Bleasdale 4,70 m                                                                        |
| Saut en longueur Détails | Brittney Reese 7,23 m (CR)                                                                      | Janay DeLoach 6,98 m (SB)                                                                    | Shara Proctor 6,89 m (NR)                                                                     |
| Triple saut Détails | Yamilé Aldama 14,82 m (SB)                                                                      | Olga Rypakova 14,63 m                                                                        | Mabel Gay 14,29 m                                                                             |
| Lancer du poids Détails | Valerie Adams 20,54 m (AR)                                                                      | Michelle Carter 19,58 m (SB)                                                                 | Jillian Camarena 19,44 m                                                                      |
| Pentathlon Détails | Nataliya Dobrynska 5 013 pts (WR)                                                               | Jessica Ennis 4 965 pts (NR)                                                                 | Austra Skujytė 4 802 pts (NR)                                                                 |
| Records et Performances - AR : Record continental (area record) - CR : Record des championnats (championship record) - MR : Record du meeting (meet record) - NR : Record national (national record) - OR : Record olympique (olympic record) - PR : Record paralympique (paralympic record) - PB : Record personnel (personal best) - SB : Meilleure performance personnelle de la saison (season's best) - WL : Meilleure performance mondiale de l'année (world leader) - WJR : Record du monde junior (world junior record) - WR : Record du monde (world record) Circonstances et Conditions - DNF : N'a pas terminé (did not finish) - DNS : N'a pas pris le départ (did not start) - DQ : Disqualification (disqualification) - NM : Aucun essai valable enregistré (No Mark) - Q : Qualifié « directement » au prochain tour (ou à la prochaine compétition), lors d'une compétition majeure, grâce au classement ou à la réalisation des minima (automatic qualifier) - q : Qualifié au prochain tour (ou à la prochaine compétition), lors d'une compétition majeure, grâce au repêchage ou à la réalisation de l'une des meilleures performances parmi celles des « non qualifiés directement » (grâce au meilleur temps ou à la meilleure distance par exemple) (secondary qualifier) |                                                                                                 |                                                                                              |                                                                                               |

## Tableau des médailles
- Classement définitif[10].

| Rang  | Nation            | Or | Argent | Bronze | Total |
| ----- | ----------------- | -- | ------ | ------ | ----- |
| 1     | États-Unis        | 10 | 3      | 5      | 18    |
| 2     | Royaume-Uni       | 2  | 3      | 4      | 9     |
| 3     | Éthiopie          | 2  | 1      | 2      | 5     |
| 4     | Kenya             | 2  | 1      | 1      | 4     |
| 5     | Russie            | 1  | 3      | 5      | 9     |
| 6     | Ukraine           | 1  | 2      | 0      | 3     |
| 7     | France            | 1  | 1      | 2      | 4     |
| 8     | Australie         | 1  | 1      | 0      | 2     |
|       | Maroc             | 1  | 1      | 0      | 2     |
|       | Jamaïque          | 1  | 1      | 0      | 2     |
| 11    | Brésil            | 1  | 0      | 0      | 1     |
|       | Costa Rica        | 1  | 0      | 0      | 1     |
|       | Grèce             | 1  | 0      | 0      | 1     |
|       | Nouvelle-Zélande  | 1  | 0      | 0      | 1     |
| 15    | Allemagne         | 0  | 2      | 0      | 2     |
| 16    | Bahamas           | 0  | 1      | 1      | 2     |
|       | Biélorussie       | 0  | 1      | 1      | 2     |
| 18    | Turquie           | 0  | 1      | 0      | 1     |
|       | Tchéquie          | 0  | 1      | 0      | 1     |
|       | Italie            | 0  | 1      | 0      | 1     |
|       | Côte d'Ivoire     | 0  | 1      | 0      | 1     |
|       | Kazakhstan        | 0  | 1      | 0      | 1     |
|       | Suède             | 0  | 1      | 0      | 1     |
| 24    | Cuba              | 0  | 0      | 1      | 1     |
|       | Lituanie          | 0  | 0      | 1      | 1     |
|       | Pologne           | 0  | 0      | 1      | 1     |
|       | Trinité-et-Tobago | 0  | 0      | 1      | 1     |
| Total | Total             | 26 | 28     | 25     | 79    |

## Records

### Records du monde
| Date         | Épreuve    | Nouveau record     | Nouveau record | Ancien record | Ancien record | Ancien record   |
| ------------ | ---------- | ------------------ | -------------- | ------------- | ------------- | --------------- |
| Date         | Épreuve    | Athlète            | Performance    | Athlète       | Performance   | Date            |
| 9 mars 2012  | Pentathlon | Nataliya Dobrynska | 5 013 pts      | Irina Belova  | 4 991 pts     | 15 février 1992 |
| 10 mars 2012 | Heptathlon | Ashton Eaton       | 6 645 pts      | Ashton Eaton  | 6 568 pts     | 6 février 2011  |

### Records continentaux
| Date         | Continent        | Épreuve                 | Nouveau record | Nouveau record | Ancien record        | Ancien record | Ancien record   |
| ------------ | ---------------- | ----------------------- | -------------- | -------------- | -------------------- | ------------- | --------------- |
| Date         | Continent        | Épreuve                 | Athlète        | Performance    | Athlète              | Performance   | Date            |
| 9 mars 2012  | Amérique du Sud  | Lancer du poids hommes  | Germán Lauro   | 20,40 m        | Gert Weil            | 20,15 m       | 31 janvier 1985 |
| 10 mars 2012 | Océanie          | 60 m haies femmes       | Sally Pearson  | 7 s 73         | Sally McLellan       | 7 s 96        | 30 janvier 2009 |
| 10 mars 2012 | Océanie          | Lancer du poids femmes  | Valerie Adams  | 20,54 m        | Valerie Adams        | 20,49 m       | 14 mars 2010    |
| 10 mars 2012 | Océanie          | Saut en longueur hommes | Henry Frayne   | 8,23 m         | Fabrice Lapierre     | 8,19 m        | 12 mars 2010    |
| 11 mars 2012 | Amérique du Nord | Saut en longueur femmes | Brittney Reese | 7,23 m         | Jackie Joyner-Kersee | 7,13 m        | 5 mars 1994     |

### Records des championnats
| Date         | Épreuve                 | Nouveau record     | Nouveau record | Ancien record   | Ancien record | Ancien record |
| ------------ | ----------------------- | ------------------ | -------------- | --------------- | ------------- | ------------- |
| Date         | Épreuve                 | Athlète            | Performance    | Athlète         | Performance   | Date          |
| 9 mars 2012  | Pentathlon              | Nataliya Dobrynska | 5 013 pts      | Jessica Ennis   | 4 937 pts     | 13 mars 2010  |
| 10 mars 2012 | Heptathlon              | Ashton Eaton       | 6 645 pts      | Dan O'Brien     | 6 476 pts     | 14 mars 1993  |
| 10 mars 2012 | 400 mètres hommes       | Nery Brenes        | 45 s 11        | Harry Reynolds  | 45 s 26       | 14 mars 1993  |
| 11 mars 2012 | Saut en longueur femmes | Brittney Reese     | 7,23 m         | Heike Drechsler | 7,10 m        | 7 mars 1987   |